# オールタイム・ベスト (辛島美登里のアルバム)
『オールタイム・ベスト』は、辛島美登里のベスト・アルバム。2010年8月4日発売。発売元はソニー・ミュージックダイレクト。規格品番はMHCL-1790。

## 解説
1989年6月25日発売シングル「時間旅行」（00FD-4018）を起点としてからデビュー20周年を迎えたにあたり発売された、本人選曲の公式ベスト・アルバム。楽曲は新たにマスタリングが行われた。
オールタイムと名付けられている通り、上記シングル発売以降の全作品を対象として選曲されている。そのため、ソニー・ミュージックダイレクト（発売元）でない他のレコード会社が原盤権を持つ楽曲も多数、オリジナル・バージョンで収められている。歌詞ブックレット冒頭には、辛島自身による楽曲ごとのライナーノーツを掲載。
デジタル・ダウンロードで先行発表され、「これからを生きる大人への応援歌」と自身が語る楽曲「桜」が初CD化された。

## 収録曲
特記以外、全作詞・作曲: 辛島美登里
1. イエスタデイ（5:26）
  - 編曲: 久米大作
2. 笑顔を探して（5:01）
  - 編曲: 若草恵
3. サイレント・イヴ（4:44）
  - 編曲: 若草恵
4. Merry Christmas to you（5:43）
  - 作詞: 永井真理子・辛島美登里　編曲: 若草恵
5. 夕映え（5:20）
  - 編曲: 若草恵
6. あなたは知らない（4:30）
  - 編曲: 萩田光雄
7. Keep On “Keeping On”（5:09）
  - 作詞: 永野椎菜　編曲: 大村雅朗
8. 恋も仕事も（5:15）
  - 編曲: 萩田光雄
9. 愛すること（4:38）
  - 編曲: 大村雅朗
10. あなたの愛になりたい（5:32）
  - 編曲: 清水信之
11. 虹の地球（ほし）（4:40）
  - 編曲: 十川知司
12. あなたを愛している（5:31）
  - 編曲: 柴草玲・浦田恵司
13. 菜種時雨 〜natane shigure〜（4:53）
  - 編曲: 河野圭
14. 抱きしめて（5:28）
  - 編曲: 佐藤準
15. 桜（5:10）
  - 編曲: 岩本正樹